# Fukumoto Tomoya
Tomoya Fukumoto (sinh ngày 17 tháng 7 năm 1999) là một cầu thủ bóng đá người Nhật Bản.

## Sự nghiệp câu lạc bộ
Tomoya Fukumoto đã từng chơi cho Fagiano Okayama.